# Палаццо Бартолини-Салимбени
Палаццо Бартолини-Салимбени (итал. Palazzo Bartolini Salimbeni) — палаццо (дворец), историческое здание в центре Флоренции, столице Тосканы. Памятник архитектуры эпохи итальянского Возрождения. Расположен в центре города, на площади Санта-Тринита.
С 2018 года во дворце размещается Коллекция Роберто Казамонти (Collezione Roberto Casamonti), частное собрание произведений современного искусства, принадлежащее Роберто Казамонти. Коллекция включает около двухсот работ более чем ста сорока художников, представляющих различные течения в искусстве XX—XXI веков.
Дворец внесён в перечень памятников национального художественного наследия (Рatrimonio artistico nazionale), составленный в 1901 году Главным управлением древностей и изобразительных искусств.

## История
В древние времена в этом районе были постоялые дворы и дома, принадлежавшие семье Дати, у которой они были приобретены Бартоломео Бартолини, имевшего также фамилию Салимбени в память о своём происхождении от древней семьи из Сиены.
Сохранившееся здание было построено по проекту архитектора Баччо Д’Аньоло в период с 27 февраля 1520 года по май 1523 года, как сообщает нам «Книга стены» (Libro della muraglia), бумажный кодекс, в котором заказчик Джованни Бартолини отметил все расходы, понесённые на строительство семейного дворца. В иных источниках названы другие даты: 1517—1520.
Семья Бартолини-Салимбени прожила в своём дворце до начала XIX века. В последующий период по воле наследников семьи здание претерпело значительные внутренние преобразования, произведённые по проекту архитектора Джузеппе Мартелли между 1838 и 1839 годами, и было превращено в элегантный отель «Du North», в котором среди многих именитых гостей останавливались американский писатель Герман Мелвилл, английский писатель Уильям Теккерей, американский эссеист, философ и поэт Ральф Уолдо Эмерсон, английский ботаник и натуралист Филипп Баркер Уэбб, немецкий литературовед Герман Гримм.
В 1863 году здание было куплено князьями Пио ди Савойя (Pio di Savoia). В 1875 году оно было объявлено национальным памятником.

## Архитектура
Здание палаццо Бартолини-Салимбени имеет важное значение для флорентийского гражданского строительства, вдохновленного «римским стилем» XVI века: центрическая композиция фасада, рустовка по углам, наличники окон с треугольными фронтонами.
Удивление флорентийцев в то время вызывал «римский портал» с колоннами по сторонам и прямоугольные окна вместо традиционных арочных проёмов, увенчанные архитравом с фризом и треугольным или лучковым фронтоном. Окна разделены каменными крестообразными элементами на четыре квадрата (так называемый гвельфский крест, наподобие окон в Палаццо Венеция в Риме), с резной колонкой в середине и пилястрами по краям. В нишах второго этажа ранее стояли статуи, они были удалены из-за жёсткой критики, которая считала их более подходящими для церковного фасада.
Типично флорентийской является «уличная скамейка» первого этажа. светотеневая пластика фасада, выявляемая рельефностью, также ранее оставалась неизвестной флорентийским дворцам XV века. Она дополнительно подчёркивается использованием камня различных оттенков: желтоватых известняков, тёмных и светло-серых песчаников «пьетра-серена».
Из-за критики, обрушившейся на Баччо д’Аньоло в период строительства дворца, он, как сообщает Джорджо Вазари в своих «Жизнеописаниях», добился, чтобы на архитраве портала была выгравирована надпись «Carpere promptius quam imitari» (Критиковать легче, чем подражать). Надпись «P [er] non d [o] rmire» (Не спать) имеется на архитраве портала и в поперечинах окон. Это семейный девиз, позднее принятый Габриеле Д’Аннунцио. Девиз дополняется эмблемой с цветками мака, наркотика для сна. Происхождение девиза, по одной из версий, объясняют важностью деловых встреч, на которые члены семьи ходили, даже жертвуя сном; по другой — типично итальянской хитростью торговцев, предлагавших конкурирующим покупателям банкет с наркотиками опиума накануне вечером, чтобы они опоздали на аукцион товаров следующим утром.
Как и во многих других флорентийских палаццо, в Палаццо Бартолини-Салимбени имеется внутренний двор — кортиле, оформленный замечательными лоджиями, проект Баччо д’Аньоло. антрвольты, фризы и простенки верхних этажей украшены в технике сграффито. Круглые медальоны ранее, вероятно, имели рельефные вставки.
- Двор (кортиле). 1520—1523
- Двор. Угловая часть
- «Не спать». Девиз на архитраве портала бокового фасада дворца
- Статуя Вакха, перенесённая из ниши фасада во двор палаццо
- Маки. Эмблема на фасаде